# Terremotos de Irán de 2012
Los terremotos de Irán de 2012 fueron dos movimientos telúricos que se originaron el 11 de agosto de 2012 cerca de la ciudad iraní de Ahar y de las fronteras entre Irán, Armenia y Azerbaiyán. El primer sismo tuvo una magnitud de 6,4 grados en la escala de magnitud de momento y el segundo fue de 6,3 grados.
El sismo inicial se originó a las 16:53 hora local (UTC+3:30), el segundo se originó once minutos después. Al menos 306 personas murieron y 1300 resultaron heridas producto de incidentes secundarios generados por los sismos. En la ciudad de Ahar se reportó la muerte de 45 personas luego de los terremotos mientras que en Armenia y Azerbaiyán no se reportaron daños ni heridos.
Irán es propenso a sufrir terremotos fuertes de manera frecuente debido a que varias fallas importantes cruzan el país. En 2003 y 1990, terremotos causaron la muerte de 30.000 y 50.000 personas, respectivamente.

## Daños y heridos
La televisión estatal de Irán declaró que el terremoto ocurrió cerca de la ciudad de Ahar, Heris y Varzaqan en la provincia de Azerbaiyán Oriental a las 4:53 p. m. hora local (12:23 UTC). Al menos 300 personas murieron y se confirmaron más de 1500 heridos. De acuerdo con los equipos de emergencia de Irán, el acceso a los pueblos afectados está totalmente interrumpido debido a los derrumbes ocasionados y que la única manera de comunicarse es por radio. Los equipos de emergencia fueron enviados de manera inmediata vía aérea a los poblados cercanos al epicentro para hacer una comprobación de daños y evacuar a los damnificados. Press TV informó que al menos 60 pueblos fueron dañados en un 50%-80%, otros ocho quedaron totalmente destruidos. En Ahar se reportaron 45 muertos y 500 heridos, además se confirmó que las comunicaciones por teléfono así como el servicio de electricidad se cortaron producto de los terremotos.
En algunas partes de Tabriz se reportaron cortes de electricidad y la ciudad se paralizó debido al intenso tráfico que se generó luego de los terremotos. No se reportaron heridos en esta zona en las primeras horas luego de los sismos, sin embargo se evidenciaron daños en algunas estructuras. Alrededor de 200 personas en Varzaqan y Ahar fueron trasladadas a puntos seguros debido al derrumbe de edificios. Las autoridades recomendaron a los pobladores cercanos al epicentro estar atento antes las eventuales réplicas protegiéndose debajo del marco de las puertas.
Los equipos de rescate continuaron trabajando en la búsqueda de supervivientes, sin embargo las autoridades afirman que el número de muertos se incrementará en las próximas horas y días. Entre 10 y 20 pueblos en las cercanías del epicentro fueron completamente destruidos y se tienen reportes de que a las personas que ahí vivían no les dio tiempo de escapar. Según estimaciones del Gobierno, al menos 16.000 personas pasarán la noche en centros de refugio el primer día luego del terremoto.

## Réplicas
Un nuevo sismo que alcanzó los 6,3 grados en la escala de magnitud de momento estremeció nuevamente la región, 11 minutos después del terremoto principal. Los expertos en sismología descartaron que se tratara de una réplica del sismo de 6,4 grados, pues el tipo de mecanismo del sismo era totalmente distinto. Un sismo de 5,0 grados se reportó tres horas después del terremoto de 6,4 grados, en la madrugada del 12 de agosto se reportó una que alcanzó los 5,1 grados y el 15 de agosto se registró un sismo de 5.3 grados que causó 4 heridos y el derrumbamiento de un puente.